# Nihewan

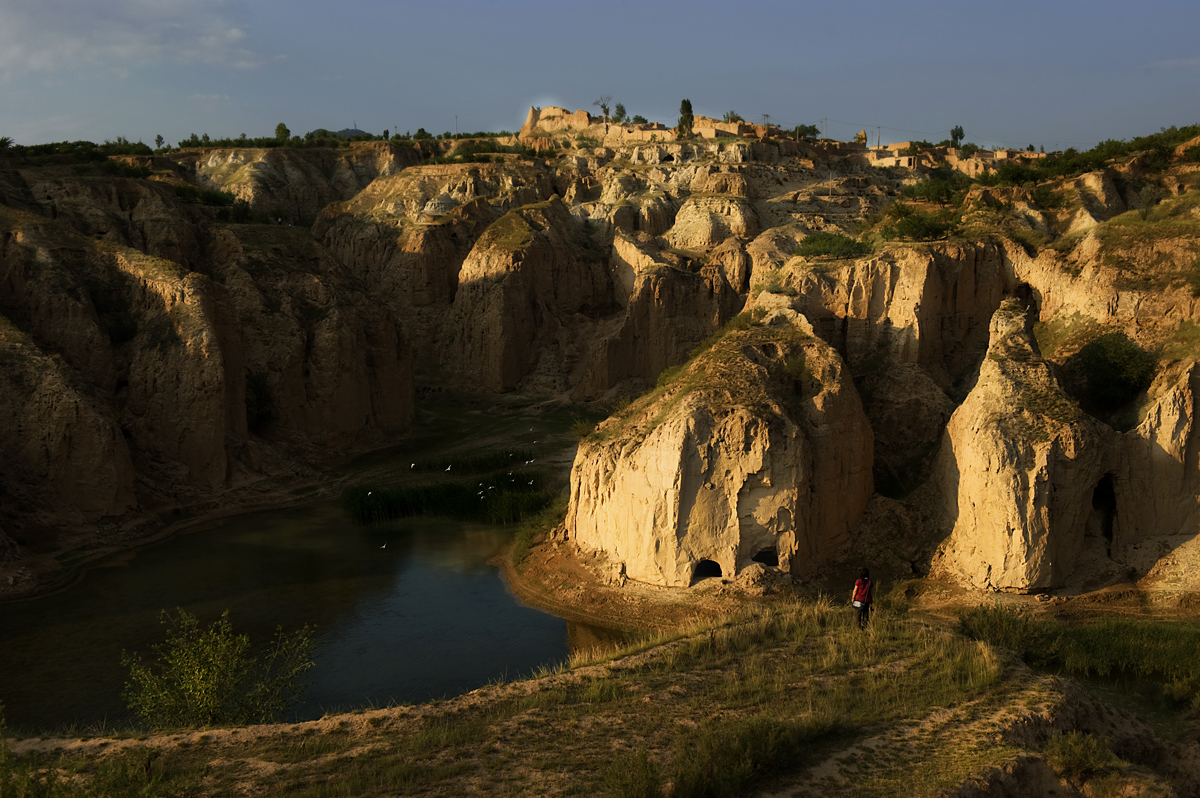
Nihewan

Nihewan (chino simplificado: 泥河湾, chino tradicional: 泥河灣, pinyin: Níhéwān) es uno de los yacimientos arqueológicos más importantes de China, con restos de herramientas de piedra fabricadas por homínidos cuya antigüedad se ha estimado en más de dos millones de años.
El yacimiento se encuentra en la cuenca de Nihewan, en el distrito de Yangyuan (阳原) de la provincia china de Hebei. A lo largo de las dos orillas del río Sanggan se han localizado 21 emplazamientos paleolíticos durante los últimos 70 años.